# Astomum mittenii
Astomum mittenii là một loài Rêu trong họ Pottiaceae. Loài này được Bruch & Schimp. mô tả khoa học đầu tiên năm 1850.